# François Bozizé
François Bozizé Yangouvonda (14 d'octubre de 1946 en Mouila, Gabon) fou president de la República Centreafricana durant deu anys, entre 2003 i 2013. Va ascendir en poder al març de 2003 després de liderar una rebel·lió contra l'anterior president, Ange-Félix Patassé. Va vèncer en les eleccions de 2005, rebent la major part dels vots i proclamant-se president en la segona volta de maig de 2005. Reelegit de nou a les eleccions del 2011, deixà el poder per una rebel·lió.